# 費米輝光
費米輝光是顆粒發出的強烈紫外線，通常是來自太陽系弓形震波的氫。是來自恆星和太陽的光進入日球層頂（heliopause）和星際物質之間的區域時，經歷費米加速，在過渡區蹦來蹦去好幾回，通過與星際物質中的原子碰撞獲得能量所產生的。費米輝光和弓形震波的第一個證據，得力於航海家1號和哈伯太空望遠鏡的觀測。
在2012年，來自星際邊界探測器衛星和航海家1號與航海家2號所蒐集的資料，顯示太陽目前在星際物質環境中運動的速度還不夠快，尚不足以形成弓形震波。

## 外部連結
- A Glowing Discovery at the Forefront of Our Plunge Through Space, 15th March, 2000
- News Release - heic9911: The Heliosphere is Tilted - implications for the 'Galactic weather forecast'? （页面存档备份，存于）